# Hippolyte (auteur)
Pour les articles homonymes, voir Hippolyte.
Hippolyte, de son vrai nom Franck Meynet, né le 21 août 1976, est un illustrateur et un auteur français de bande dessinée. Installé à La Réunion, il est l'auteur de plusieurs séries dont les adaptations de Dracula et du Maître de Ballantrae de Robert-Louis Stevenson.

## Biographie
Il passe son enfance dans les Alpes, puis il intègre l'école Émile-Cohl de Lyon, spécialisée dans l'illustration et le dessin animé. 
S'ensuit une expérience dans une start-up du net qu'il quitte rapidement. Ses activités portent ensuite sur l'illustration pour les magazines (Le Monde, Le Nouvel Observateur, Le Nouvel Hebdo, Epok...), puis l'édition (Alain Beaulet, Nathan, Glénat...).
En marge d'expositions en France et à l'étranger, il réalise en bande dessinée une adaptation du Dracula de Bram Stoker (Glénat), travail pour lequel il reçoit le prix du meilleur album de l'année à la Foire du livre de Bruxelles en 2004.
Puis il se lance, en 2006, dans la mise en images du Maître de Ballantrae de Robert-Louis Stevenson, pour les éditions Denoël Graphic.
Chez l'éditeur réunionnais Centre du monde, il participe aux albums BD collectifs Marmites créoles en 2010,, Musiques créoles en 2011,; Légendes créoles en 2013 et Chaleurs créoles en 2016.
Paru en 2013, le livre Ziskakan, illustré par Hippolyte et Emmanuel Prost, avec l'écriture musicale de Daniel Riesser et une préface de Danyèl Waro, est le résultat d'un travail pour un spectacle sons et dessins du groupe réunionnais Ziskakan retransmis sur grand écran, sur la scène du théâtre en plein air de Saint-Gilles les Bains en 2011.
En 2014, il publie l'album BD La Fantaisie des Dieux, sur un texte de Patrick de Saint-Exupéry, racontant la tragédie du Rwanda en 1994,. Pour le magazine Télérama, en mai 2014, « les auteurs relatent finement et pudiquement l'horreur, lui donnant ainsi d'autant plus de force ». Fin décembre 2014, pour le même magazine Télérama, l'album fait partie des « 10 meilleures BD de l’année 2014 ».
Son album Les Ombres, avec Vincent Zabus aux éditions Phébus, une fable sur l'exil de 200 pages, reçoit également plusieurs distinctions : Prix Laurence Tran, Prix des libraires Lucioles, Prix des Lycéens d'Ile de France, ....
Hippolyte collabore régulièrement dans la revue XXI avec de la BD-reportage : L'Afrique de papa,  Les Enfants de Kinshasa (présélectionné pour le Prix Albert-Londres), Hold-up sur Les Chagos, Bataye kok, On a marché sur les Australes.
Il travaille également avec le milieu de la musique en réalisant des visuels d'album (Tumi and the Volume, Ziskakan, Laurent de Wilde, Danyèl Waro, Maudit Tangue, KilKil, Mothra Slapping Orchestra, etc) et des clips en film d'animation (pour le groupe Tapkal).
En 2016, Hippolyte lance le concept Rock & BD à La Réunion, invitant des artistes à réaliser des affiches de concerts fictifs (The Doors à Mafate, Miles Davis à Manapany, ...), puis déplace le concept sur d'autres territoires via son collectif Contrebande, en Auvergne, à Paris (dans le cadre du Paris Jazz Festival) ainsi qu'à l'île Maurice.
Depuis 2018, il crée une série d'affiches des lieux de La Réunion avec Guillaume Plantevin au sein de leur structure, L'Affiche d'une Île .
S'associant une nouvelle fois avec Vincent Zabus, il livre en 2020 Incroyable ! aux éditions Dargaud. L'album figure dans la sélection pour le fauve d'or au Festival d'Angoulême 2021 et a obtenu le Prix Rossel du meilleur album en décembre 2020. Lors de la remise des Prix Atomium en 2021, l'ouvrage remporte le Prix Prem1ère du roman graphique.

## Style
D’un album à l’autre, Hippolyte fait montre d’une grande souplesse stylistique, adaptant intelligemment son style et sa technique à l’histoire qu’il met en scène: carte à gratter et approche expressionniste dans Dracula, noir et blanc aux hachures prononcées dans Brako ou aquarelles léchées (notamment dans le Maître de Ballantrae), réalisme plus affirmé (la fantaisie des dieux) ou dessin nettement plus simplifié et stylisé (les Ombres, Incroyable), autant d’approches diversifiées qui caractérisent le travail d’Hippolyte.

## Publications

### Albums BD
- Mr Paul, éditions Alain Beaulet, 2001.
- Chansons de Téléphone en bande dessinée (collectif)[21] éditions Petit à Petit, 2002.
- Dracula premier tome, éditions Glénat coll Carrément BD, 2003.
- Dracula deuxième tome, éditions Glénat, 2004.
- Marlène Dietrich (coffret avec BD et 2 CD) [22], éditions Nocturne, collection BD-Ciné, 2005.
- Le Château des orphelins, avec Jean-François Samlong, Saint-Denis, Académie de La Réunion, 2006.
- Traverses, Fédération Française de Comics, 2006.
- Le Maître de Ballantrae, d'après le roman écossais éponyme (1889) de  Robert Louis Stevenson
  - Livre premier, Paris, Denoël Graphic, 2006.
  - Livre second, Paris, Denoël Graphic, 2007
- Minik[23], scénario de Richard Marazano, Dupuis coll Aire Libre, septembre 2008
- Brako - Nous ne serons plus jamais des enfants, adaptation d’un roman d’Hamid Jemaï (Dans la peau d’un youv), Sarbacane, 2010.
- L'Afrique de Papa,  Des Bulles dans l'Océan, 2010
- Les Ombres, scénario de Vincent Zabus, Phébus, octobre 2013 . Réédition Dargaud, 2020
- La Fantaisie des Dieux, scénario de Patrick de Saint-Exupéry, Les Arènes, mars 2014
- Incroyable !, scénario de Vincent Zabus, Dargaud, 2020
- Mademoiselle Sophie ou la fable du lion et de l'hippopotame, scénario de Vincent Zabus, Dargaud 2023
- Femme, Vie, Liberté, collectif sous la direction  de Marjane Satrapi, éditions de L'Iconoclaste 2023
- La Fantaisie des Dieux, scénario de Patrick de Saint-Exupéry, nouvelle édition augmentée, Les Arènes, avril 2024
- Le Murmure de la mer, Les Arènes, avril 2024[24],[25]

### Illustrations
- Contes et Légendes des héros de montagne, texte de Christian Léourier, éditions Nathan, 2001.
- Sulov Et Autres Légendes De Châteaux - Contes Slovaques, texte de Sonia Cédille,  Syros jeunesse, 2001.
- Illustrations avec Photoshop (collectif) éditions Eyrolles, 2003.
- Le Rêve d’Icare, texte de Jean-Côme Noguès, éditions Nathan, 2005.
- Contes et Légendes des 7 Merveilles du Monde, éditions Nathan 2008.
- Triboulet le terrrrrrible chasseur de fauves, texte de Christophe Cassiau Haurie, éditions Sarbacane, 2012
- Ziskakan, livre graphique sur le groupe Ziskakan (illustrations et photos), avec Emmanuel Prost, avec l'écriture musicale de Daniel Riesser et une préface de Danyèl Waro, Des Bulles dans l'Océan, 2013
- La mer n'est pas assez grande, de Kito de Pavant et Jean-Loup Robertier, photos de Maud Bernos, éditions Privat, 2017 [26]
- Monsieur Schteuple, avec Grégoire Kocjan, éditions du Poisson Soluble 2019
- L'ennui des après-midi sans fin, de Gaël Faye, Les Arènes, 2021[27]

### Reportages
- L'Afrique de Papa, reportage BD pour la revue XXI, avril 2009, n°6
- Les Enfants de Kinshasa, reportage BD pour la revue XXI, hiver 2012, n°17[28]
- Bataye kok, reportage BD pour la revue XXI, automne 2014, n°28
- Diego Suarez, reportage photos pour la revue Fragments, juillet 2016, n°2
- Hold-up sur Les Chagos, reportage BD pour la revue XXI, été 2017, n°39
- On a marché sur les australes, reportage BD pour la revue XXI, printemps 2018, n°42

## Récompenses
- 2015 : prix Laurence -ran, avec Zabus, pour Les Ombres ;
- 2020 : prix Rossel de la bande dessinée, avec Zabus, pour Incroyable ![29] ;
- 2021 : prix Eurimage, pour le projet de long métrage Les Ombres ;
- 2023 : prix ACBD Jeunesse, avec Zabus, pour Mademoiselle Sophie ou la fable du lion et de l'hippopotame.